# Isola di Hofmann
L'isola di Hofmann (in russo: Остров Гофмана, ostrov Gofmana) è un'isola russa nell'Oceano Artico che fa parte dell'arcipelago della Terra di Francesco Giuseppe.

## Geografia
L'isola di Hofmann si trova nella parte centrale della Terra di Francesco Giuseppe; è situata 7 km a est dell'isola di Rainer e separata da questa dallo stretto di Ruslan (пролив Берёзкина, proliv Ruslan); 17 km a sud-est, oltre lo stretto di Berëzkin (пролив Берёзкина, proliv Berëzkina), c'è invece l'isola di La Ronciere. Ha una forma allungata con lunghezza massima di circa 15 km e una larghezza di circa 5 km. L'altezza massima è di 64 m s.l.m.
Fatta eccezione per una zona nel nord-est lunga parecchi chilometri e larga 1,5 km, l'isola è interamente ricoperta dal ghiaccio; la calotta polare raggiunge un'altezza massima di 100 m. Lungo la costa nord-orientale ci sono alcune piccole isole senza nome.

## Storia
L'isola fu scoperta nella primavera del 1874 dalla spedizione austro-ungarica sulla nave Tegetthoff e gli fu assegnato l'attuale nome in onore del geologo russo Ernest Karlovič Hofmann.

## Isole adiacenti
- Isola di Rainer (Остров Райнера, ostrov Rainera), a ovest.
- Isola di Becker (Остров Беккера, ostrov Bekkera), a sud-ovest.